# 雙角紅娘魚
雙角紅娘魚，為輻鰭魚綱鮋形目牛尾魚亞目角魚科的其中一種，分布於西印度洋海域，棲息深度9-115公尺，體長可達16公分，為底棲性魚類，生活在沙泥底質海域，屬肉食性，以甲殼類及軟體動物為食，可做為食用魚。

## 擴展閱讀
維基物種上的相關：雙角紅娘魚